# لوكسوسيليس المرازيق
لوكسوسيليس المرازيق (الاسم العلمي: Loxosceles mrazig) هو نوع من العناكب الرتيلاوات الشكل من فصيلة سيكاريداي.

## مناطق التواجد
هذا النوع متوطن في تونس.

## الوصف
يبلغ طول الذكر 2.74 مم.

## المنشور الأصلي
- ألمرية، بلاناس (2009): A new species of Loxosceles (Araneae, Sicariidae) from Tunisia. زو كيز، العدد 16، الصفحات 217-225 (النص الكامل).

## روابط خارجية
- (بالفرنسية) مصدر نظام المعلومات التصنيفية المتكامل: Dorceus trianguliceps Simon, 1910.
- (بالإنجليزية) مصدر المركز الوطني لمعلومات التقانة الحيوية: Loxosceles mrazig.
- (بالإنجليزية) مصدر دليل العنكوب العالمي: Loxosceles mrazig Ribera & Planas, 2009 dans la famille Sicariidae.